# کامران پنجوی
کامران پنجوی (زاده ۶ فوریه ۱۹۷۵ در سردشت) یک وزنه‌بردار ایرانی-بریتانیایی است.

## مهمترین رقابت‌ها
- ۲۰۰۳ ونکوور (مجموع ۲۴۷٫۵ ک گ)
- بازی‌های المپیک تابستانی ۲۰۰۴ - آتن (به دلیل آسیب دیدگی ناتمام)
- قهرمانی اروپا ۲۰۰۴ - کیف (مجموع ۲۵۵ ک گ)
- قهرمانی اروپا ۲۰۰۵ - صوفیه (مجموع ۲۶۰٫۰ ک گ)
- بازی‌های کشورهای همسود ۲۰۰۵ - (مجموع ۲۶۱٫۰ ک گ)